# 小倉亮子
小倉 亮子（おぐら りょうこ、1972年 - ）は、日本の建築家。鳥取県生まれ。

## 経歴
- 1995年　千葉大学工学部建築学科卒業。
- 1997年　千葉大学大学院修士課程修了。
- 2003年　NODESIGN設立。

現在　NODESIGN一級建築士事務所。

## その他
- 学生時代から建築デザイン分野で受賞歴がある。

## 受賞
- 2005年 グッドデザイン賞受賞(ベセトシアター）。
- 貝殻屋根の町 で 住宅セレクションVOl.2「家の風景・風景の家」入賞
- 逗子市第一運動公園再整備基本計画策定及び基本設計業務公募型プロポーザルコンペで、次点に入選